# Latijnse school (Hoogstraten)
De Latijnse school van Hoogstraten werd rond 1425 gesticht door Jan IV van Cuijk, heer van Hoogstraten. De school stond in de 16de eeuw naast de Sint-Katharinakerk.

## Beheer
Jan IV van Cuijk stelde in 1422 vier kapelaans aan die voor het onderwijs moesten zorgen. In deze tijd werd het kasteel van Hoogstraten sterk uitgebreid en vernieuwd. Ook de kerk van Wortel kreeg toen zijn huidige vorm. Het is wellicht in de geest van deze grote vernieuwingen dat ook de Latijnse school opgericht werd. Honderd jaar later had Antoon I van Lalaing het college van vier kapelaans verdubbeld tot acht. Met de bouw van de Sint-Katharinakerk werd in 1531 een kapittel van kanunniken ingesteld dat het college van kapelaans verving. Mogelijk kwamen de gebouwen van de Latijnse School toen naast de kerk te staan met de toegang langs het kerkhof. Het bouwjaar is echter onbekend. Het beheer van de school was in handen van het bestuur van de Vrijheid. De geestelijken zorgden voor het onderwijs.

## Voorloper van Klein Seminarie
De Latijnse school werd opgericht in 1425. De universiteit van Leuven heeft dezelfde stichtingsdatum. Niet alleen ontstonden ze in dezelfde periode, beiden werden ook in 1797 afgeschaft door het antiklerikaal Frans bewind. Deze slag voor de clerus bracht een sterke tegenreactie met zich mee waardoor na de Belgische Onafhankelijkheid een herstel van de katholieke instituten een hoge prioriteit kreeg. De Latijnse scholen werden voortgezet in de vorm van kleinseminaries. Zo werd de Latijnse School van Hoogstraten in 1835 op het domein van het voormalig clarissenklooster voortgezet als Klein Seminarie.

## Rectors
| Kanunnik-rector     | Begin | Eind |
| ------------------- | ----- | ---- |
| Jan Van Nieuwenhove | ?     | 1677 |
| Arnoldus Jossaerts  | 1677  | 1678 |
| Andreas Theunis     | 1678  | 1681 |
| Matheus Servrancx   | 1681  | 1688 |

| Minderbroeder-rector | Begin     | Eind |
| -------------------- | --------- | ---- |
| K. Begoden           | 1688      | ?    |
| P. De Meyer          | voor 1791 | 1797 |

## Leraars
Een bekende lesgever in de eerste helft van de 16e eeuw was de humanist Jacobus Zovitius. Hij gaf les tot 1536. Toen werd hij rector in de Latijnse School van Breda.
Door de Tachtigjarige Oorlog kwam er een tijdelijk verval en sluiting. Occasioneel sprongen er vanaf 1617 minderbroeders vanuit het nabijgelegen clarissenklooster bij in het vervangen van zieke of oude kanunniken. Op vraag van het stadsbestuur werd in 1688 een overeenkomst met de minderbroeders afgesloten over het onderwijs in de Latijnse school. In het contract stond dat de Minderbroeders zes leraren moesten bezorgen, maar het werden er uiteindelijk maar drie. Ze kregen van de gemeente een gebouw in de Gelmelstraat dat als residentieel klooster kon dienen, later zal dit uitgroeien tot het Instituut Spijker. Op 13 februari 1731 kreeg het stadsbestuur klachten over het feit dat de minderbroeders dikwijls afwezig waren doordat ze de pastoors in de naburige dorpen gingen helpen. Na deze klacht herleefde de school en in 1762 werd beslist de school te herbouwen. Op 3 maart 1797 moesten de paters het Spijker verlaten. Met geweld werden ze uit hun klooster gezet. In 1829 kocht deken J.E. Cauwenbergh het Spijker voor Joannes Lambertz die er een ursulinnenklooster stichtte.
In de Sint-Katharinakerk is nog een grafzerk van Andreas Theunis (+1723), rector van de Latijnse school, pastoor, deken en kanunnik.

## Leerlingen
Er werden in de 15e eeuw regelmatig leerlingen ingeschreven in de universiteit van Leuven. Een bekende naam is Jacob van Hoogstraten. Omstreeks 1490 leverde de school twee primussen aan de Leuvense universiteit. 
Er waren niet alleen jongens van Hoogstraten. Leerlingen die verder weg woonden, konden op pensionaat bij mensen thuis. Tussen 1539 en 1545 waren er 28 leerlingen van buiten de regio. Halverwege de 16e eeuw had men tussen de 40 en 50 leerlingen in de Latijnse school.

## Gebouw

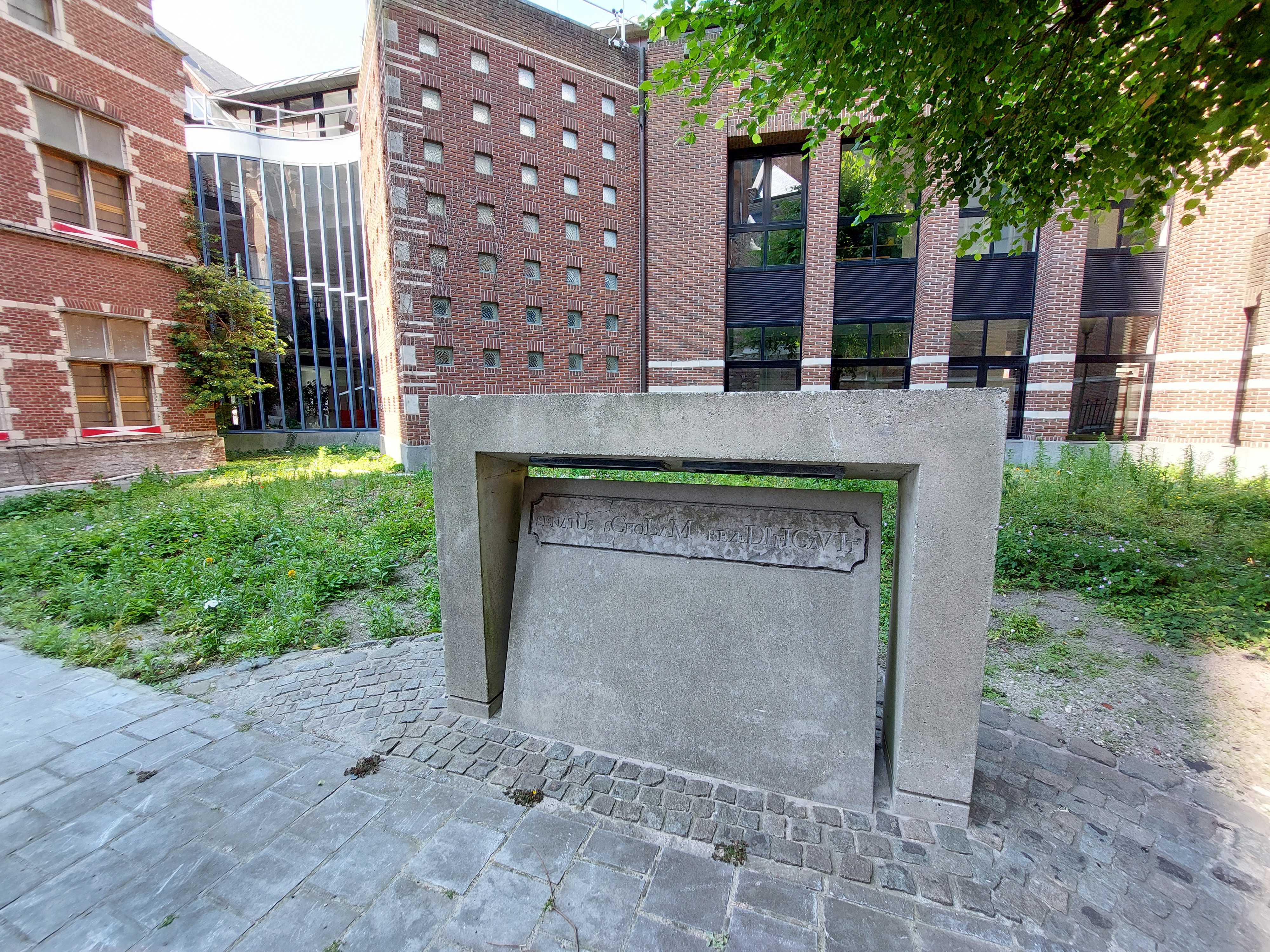
Chronogram Latijnse school Hoogstraten

De Latijnse school bevond zich naast de Sint-Katharinakerk op de begraafplaats. Het bouwjaar is onbekend, maar tijdens de Tachtigjarige Oorlog werd het wel zwaar beschadigd. In de periode 1700-1711 waren er herstellingen, maar het dak stortte in in 1727. In 1763 werd de school op kosten van de stad grondig hersteld. Boven de deur was een opschrift met een chronogram: "senatUs sChoLaM reaeDIfiCaVIt" (= 1763). 
Vanaf 1781 begon een moeilijke periode voor de Latijnse school. De lessen werden tot 1788 geschorst. In 1790 leefde de school weer op en vanaf 1795 stonden er ook Franse lessen in het programma, wellicht om de Franse bezetter gunstig te stemmen. Toch kon dit de godsdienstvervolging van 1796 niet tegenhouden met de definitieve sluiting van de Latijnse school als gevolg in 1797. Nadien deed het gebouw dienst als vredegerecht en lagere school. 
In 1876 werd het gebouw opgekocht door de kerkfabriek, de opvolger van het kapittel. Zij voegden er een verdieping aan toe en gebruikten het als bergruimte. Tussen 1957 en 1972 was het Heilig-Bloedmuseum er gevestigd. In 1992 werd het gebouw afgebroken om plaats te maken voor het nieuw te bouwen stadhuis. Het nieuw administratief centrum werd geopend op 23 april 1993.